# Eerste divisie (mannenhandbal) 2012/13
De eerste divisie is de op een na hoogste afdeling van het Nederlandse handbal bij de heren op landelijk niveau. In het seizoen 2012/2013 werd FIQAS/Aalsmeer 2 kampioen. TTL/Tachos en Hellas promoveerden naar de eredivisie. Univé/Achilles en Venus/Nieuwegein degradeerden naar de tweede divisie.

## Opzet
- De kampioen promoveert rechtstreeks naar de eredivisie (mits er niet al een hogere ploeg van dezelfde vereniging in de reguliere eredivisie speelt).
- De ploegen die als een-na-laatste (dertiende) en laatste (veertiende) eindigen degraderen rechtstreeks naar de tweede divisie.
- Het seizoen wordt onderverdeeld in vier perioden van respectievelijk 6, 7, 7 en 6 wedstrijden. De ploeg die in een periode de meeste punten behaalt, is periodewinnaar en verkrijgt het recht om deel te nemen aan de zogenaamde nacompetitie. Indien de uiteindelijke kampioen, een ploeg die niet mag promoveren, of een degradant een periode wint, wordt het recht tot deelname aan de nacompetitie overgedragen aan het hoogst geklasseerde team in de eindrangschikking dat nog niet aan de nacompetitie deelneemt. In de nacompetitie spelen deze vier ploegen uit de eerste divisie tegen elkaar, de winnaar uit deze nacompetitie speelt een tweetal wedstrijden tegen de nummer 11 van de eredivisie om één plaats in de eredivisie.

Er promoveert dus zeker één ploeg, en mogelijk een tweede ploeg via de nacompetitie. Verder degraderen er 2 (gelijk aan het aantal tweede divisies) ploegen.

## Teams
| Ploeg            | Plaats         | Provincie     | Trainer(s)         | Hal         |
| ---------------- | -------------- | ------------- | ------------------ | ----------- |
| Alphadeur/Houten | Houten         | Utrecht       | Anel Mahmutefendic | De Slinger  |
| DIOS             | Den Hoorn      | Zuid-Holland  | Joris Witjens      | Ballonhal   |
| DDS/Aristos      | Amsterdam      | Noord-Holland | Rolf Schulte       | Aristoshal  |
| Targos Bevo HC 2 | Panningen      | Limburg       | Bart Hofmeyer      | de Heuf     |
| FIQAS/Aalsmeer 2 | Aalsmeer       | Noord-Holland | Bart Neeft         | Bloemhof    |
| Hellas           | Den Haag       | Zuid-Holland  | Nico Stet          | Hellashal   |
| KRAS/Volendam 2  | Volendam       | Noord-Holland | Ronald van de Kamp | Opperdam    |
| HandbaL Venlo    | Venlo          | Limburg       | Rob van Bokhoven   | Craneveld   |
| Venus/Nieuwegein | Nieuwegein     | Utrecht       | Patrick Kersten    | Galecop     |
| OCI-LIONS 2      | Sittard-Geleen | Limburg       | Harold Nüsser      | de Haamen   |
| TTL/Tachos       | Waalwijk       | Noord-Brabant | Frank van Ommen    | de Slagen   |
| Univé/Achilles   | Apeldoorn      | Gelderland    | Wil Bakker         | Mheenpark   |
| Quintus 2        | Kwintsheul     | Zuid-Holland  | Henri Reijgersberg | vd Voorthal |
| White Demons     | Berkel-Enschot | Noord-Brabant | Vladen Mijalkovic  | 't Ruiven   |

## Reguliere competitie
| Pos | Club             | Wed | W  | G | V  | Ptn | DV  | DT  | +/−  | Opmerking                                                       |
| --- | ---------------- | --- | -- | - | -- | --- | --- | --- | ---- | --------------------------------------------------------------- |
| 1   | FIQAS/Aalsmeer 2 | 26  | 24 | 1 | 1  | 49  | 791 | 600 | +191 | Uitgesloten voor promotie naar eredivisie                       |
| 2   | TTL/Tachos       | 26  | 23 | 1 | 2  | 47  | 743 | 514 | +229 | Rechtstreekse promotie naar eredivisie                          |
| 3   | Hellas           | 26  | 21 | 1 | 4  | 43  | 699 | 508 | +191 | (Vervangende) periodekampioen; gekwalificeerd voor nacompetitie |
| 4   | OCI-LIONS 2      | 26  | 17 | 2 | 7  | 36  | 723 | 602 | +121 |                                                                 |
| 5   | DIOS             | 26  | 12 | 1 | 13 | 25  | 593 | 628 | −35  | (Vervangende) periodekampioen; gekwalificeerd voor nacompetitie |
| 6   | Quintus 2        | 26  | 11 | 2 | 13 | 24  | 651 | 631 | +20  |                                                                 |
| 7   | DDS/Aristos      | 26  | 9  | 2 | 15 | 20  | 641 | 698 | −57  | (Vervangende) periodekampioen; gekwalificeerd voor nacompetitie |
| 8   | KRAS/Volendam 2  | 26  | 9  | 2 | 15 | 20  | 645 | 704 | −59  |                                                                 |
| 9   | Targos Bevo HC 2 | 26  | 9  | 1 | 16 | 19  | 636 | 689 | −53  |                                                                 |
| 10  | Alphadeur/Houten | 26  | 8  | 2 | 16 | 18  | 693 | 782 | −89  | (Vervangende) periodekampioen; gekwalificeerd voor nacompetitie |
| 11  | HandbaL Venlo    | 26  | 8  | 2 | 16 | 18  | 591 | 701 | −110 |                                                                 |
| 12  | White Demons     | 26  | 8  | 1 | 17 | 17  | 632 | 698 | −66  |                                                                 |
| 13  | Univé/Achilles   | 26  | 8  | 0 | 18 | 16  | 535 | 647 | −112 | Degradatie naar tweede divisie                                  |
| 14  | Venus/Nieuwegein | 26  | 6  | 0 | 20 | 12  | 603 | 774 | −171 | Degradatie naar tweede divisie                                  |

## Nacompetitie
Hellas weet de eerste plek te bemachtigen in de nacompetitie en kwalificeert zich hierdoor voor de promotiewedstrijden tegen de nummer elf van de eredivisie.

## Promotie-/degradatiewedstrijden
Eerste wedstrijd
| 25 mei 2013 | Hellas | 25 - 20 | Hercules | Laan van Poot, Den Haag |
| 25 mei 2013 |        |         |          | Laan van Poot, Den Haag |
| 25 mei 2013 |        |         |          | Laan van Poot, Den Haag |

Tweede wedstrijd; Hellas heeft gewonnen en promoveert naar de eredivisie.
| 2 juni 2013 | Hercules | 21 - 20 | Hellas | Boswijk, Den Haag |
| 2 juni 2013 |          |         |        | Boswijk, Den Haag |
| 2 juni 2013 |          |         |        | Boswijk, Den Haag |